# Ниваки
Ниваки (на японски: 庭木; «庭» — градина + «木» — дърво=градинско дърво), представлява наименование на група видове растения, най-често използвани в създаването на японската градина, както и наименование на специалната техника за формиране на стеблата на тези дървета и оформянето на короните им. Обикновено в японските градини се използват не особено голям брой растения, но начина на работата с тях позволява достигането на голям брой форми и размери. И това е една от разликите между подходите на изток и на запад: на запад се използват голям брой по вид растения, а на изток се използват много по-малко видове, но с помощта на различни техники се достигат разнообразни форми и размери. Тези принципи се използват и в градините с различни стилове от тази на японската.
За защитата на дърветата неваки от счупването на полепналите с мокър сняг клони се използва специална техника наречена юкицури. Към стеблото на дървото се прикрепва висок прът, от върха на който се пускат въжет, които подвързват хоризонтално розположените клони.

## Виж също
- Бонзай
- Облачно дърво